# Warchlak (skała)

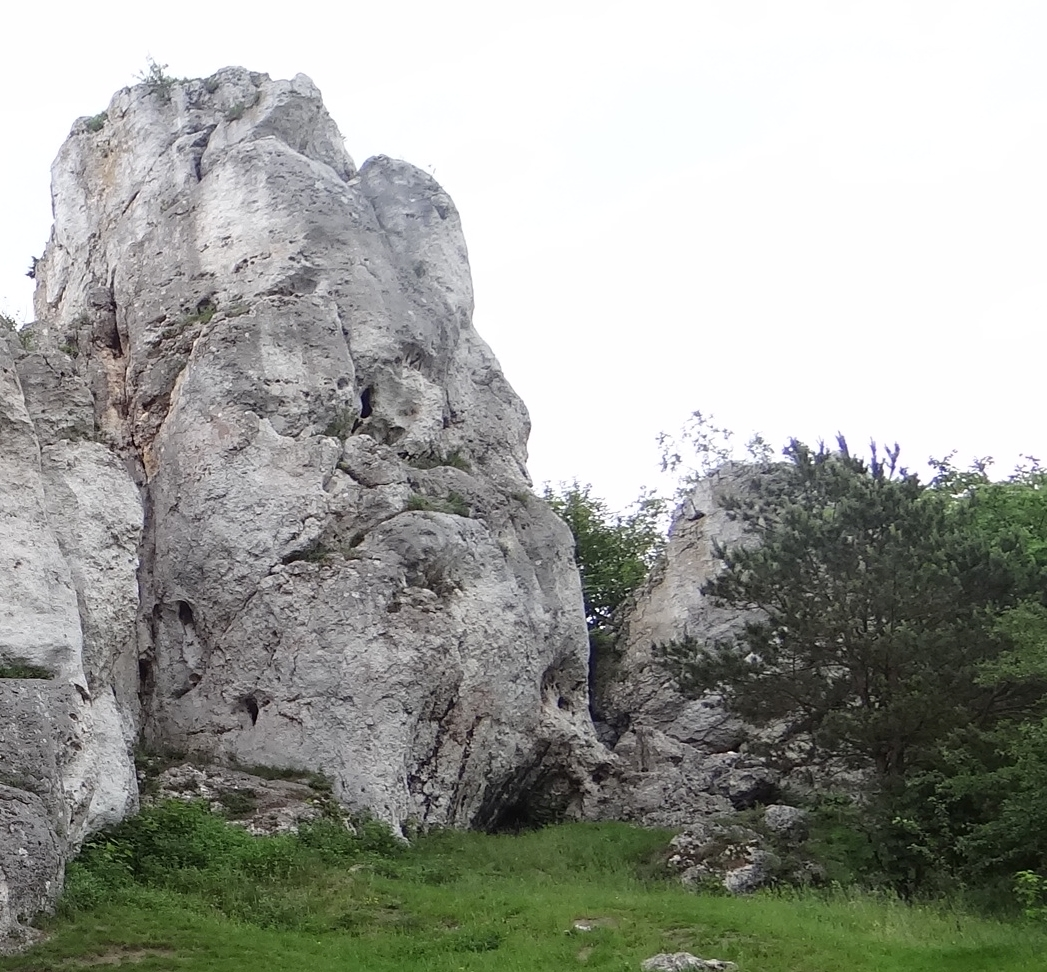
Locha i Warchlak

Warchlak – skała we wsi Łutowiec w województwie śląskim, w powiecie myszkowskim, w gminie Niegowa. Pod względem geograficznym znajduje się na Wyżynie Mirowsko-Olsztyńskiej będącej częścią Wyżyny Częstochowskiej. 
Warchlak wraz ze skałami Locha, Knur  i Zamkowa tworzy tzw. Grupę Knura. Jest najmniejszą z nich i znajduje się po południowej stronie Lochy. Cała grupa jest popularnym obiektem wspinaczki skalnej. Są to wapienne skały po północnej stronie zabudowań wsi. Warchlak dawniej znajdował się na terenie otwartym, obecnie jednak zarastającym chaszczami. Ma wysokość 8 m, ściany połogie, pionowe. Wspinacze skalni poprowadzili na nim jedną drogę wspinaczkową o trudności VI.2 w skali Kurtyki. Posiada asekurację w postaci 3 spitów.  